# PlattelandsTV
PlattelandsTV (voorheen voorheen NicheTV en NTV) is een gratis digitale tv-zender in België. De zender staat in het teken van land-en tuinbouw, paarden, natuurbeleving, tuinen, jacht en visvangst.

## Geschiedenis
NTV was een productiehuis dat aanvankelijk geen eigen kanaal had: alle programma's moesten aangevraagd worden bij Telenet. Verder produceerde het bedrijfsfilms, reclamespots, reportages, instructiefilms en tv-programma's.
In 2014 startte het bedrijf de zender PlattelandsTV, die in Vlaanderen en het Brussels Hoofdstedelijk Gewest in het basispakket van Proximus TV en Telenet Digital Tv zit. Hierop zijn vooral Vlaamse producties te zien. Plattelandsorganisaties en verenigingen kunnen hun eigen aanbod invoegen.
Eind 2016 werd PlattelandsTV opgericht als eigen bedrijf en hield NTV op met bestaan.

## Programma's/Niches
- Boerenstebuiten: land- en tuinbouw
- HippoTv: paardensport, fokkerij en recreatie
- Jacht & Visvangst: jagen en vissen
- Countrylife: platteland, streekproducten, lifestyle en natuurbeleving

Geschiedenis van de Vlaamse televisie